# یودیت آگوشتون-مندلینی
یودیت آگوشتون-مندلینی (انگلیسی: Judit Ágoston-Mendelényi; ۲۱ ژانویهٔ ۱۹۳۷ – ۱۲ مهٔ ۲۰۱۳) شمشیرباز زن اهل مجارستان بود.
وی در مسابقات کشوری و بین‌المللی در مجموع برندهٔ ۱ مدال طلا شده‌است.